# Начо Начев (инженер)
Вижте пояснителната страница за други личности с името Начо Начев.
Начо Алексиев Начев е български инженер, професор, ректор на ВМЕИ в София.

## Образование
Завършва Ленинградския електротехнически институт (Санкт Петербург) през 1952 г. със специалност „Промишлена електроника“.
Подготвя и защитава (1966) дисертация на тема „Изследване и анализ на електронния инвертор като лампов генератор на индукционно нагряване“ за научна степен „кандидат на техническите науки“ (сега: „доктор“).

## Преподавателска и научна дейност
Катедра „Високофреквентна техника“, Държавна политехника: асистент (1962) по „Промишлена електроника“.
Катедра „Електронна техника“, Факултет „Електронна техника и технологии“, МЕИ и ВМЕИ: доцент (1962), професор (1969) по „Промишлена електроника“.
Основни области на научна и преподавателска дейност: промишлена (силова) електроника, високочестотно нагряване, инвертори, изправители.
Автор на над 50 публикации в областта на промишлената и силовата електроника и на основните учебници по промишлена електроника, токозахранващи устройства, силови електрнни устройства. Автор на 5 изобретения. Ръководител на 9 аспиранта, ръководил и участвал в 16 научни разработки. Под негово ръководство са разработени и внедрени в серийно производство тиристорни преобразуватели.
Награди: орден „Кирил и Методий“ 2 степен (1985), звание „Заслужил деятел на науката“.

## Управленска дейност
В Машинно-електротехническия институт (МЕИ) и Висшия машинно-електротехнически институт (ВМЕИ), София:
- 1965: основател и ръководител на Лаборатория „Промишлена електроника“, МЕИ;
- 1976: основател и ръководител на Катедра „Промишлена електроника“, ВМЕИ;
- 1976 – 1983: ректор на ВМЕИ;
- първи заместник-министър на народната просвета.